# Marjan Strojan
Marjan Strojan, slovenski pesnik, prevajalec in novinar, * 16. avgust 1949.
Strojan je študiral primerjalno književnost in filozofijo na Filozofski fakulteti v Ljubljani. Opravljal je različne poklice, bil nekaj časa novinar pri BBC v Londonu, zdaj pa je upokojeni novinar in urednik v uredništvu kulturnih in literarnih oddaj Radia Slovenija.
Kot prevajalec se je uveljavil s prevodi Chaucerjevih Canterburyjskih zgodb, za katere je prejel nagrado Prešernovega sklada ter s prevodi Beowulfa, Roberta Frosta, Jamesa Joycea, Shakespeara in z Antologije angleške poezije. Za Beowulfa in prevod epa Izgubljeni raj angleškega pesnika Johna Miltona je leta 1996 in 2004 prejel Sovretovi nagradi. Leta 2000 je za  pesniško zbirko Parniki v dežju (1999) prejel Veronikino nagrado. Od leta 2009 do 2015 je bil predsednik Slovenskega centra PEN, začasno še 2016/17.

## Pesniške zbirke
- 2019 Hribi, oblaki, lepe pozdrave
- 2018 U većernjoj svetlosti prev. Milan Djordjević
- 2016 Pesmi iz iger
- 2015 Dells and Hollows, Selected Poems prev. avtor
- 2015 V vetru in dežju
- El libro azul y otras poemas prev. Teresa Kores
- 2011 In Unfriendly Weather, Four Slovenian Poets
- 2010 Vreme, kamni, krave
- 2006 Pokrajine s senco
- 2003 Dan, ko me ljubiš
- 2002 Vylety do prirodi prev. František Benhart
- 1999 Parniki v dežju
- 1991 Drobne nespečnosti
- 1990 Izlet v naravo